# ドラマ県

ドラマ県
Περιφερειακή ενότητα Δράμας測地系: 北緯41度15分 東経24度10分 / 北緯41.250度 東経24.167度座標: 北緯41度15分 東経24度10分 / 北緯41.250度 東経24.167度

ドラマ県（ドラマけん、Περιφερειακή ενότητα Δράμας）は、ギリシャ共和国の東マケドニア・トラキア地方を構成する行政区（ペリフェリアキ・エノティタ）のひとつ。県都はドラマ（Δράμα / Drama）。

## 地理

### 位置・広がり
東マケドニア・トラキアの西北部の内陸に位置する行政区で、ブルガリアと国境を接している。ギリシャ領マケドニアの中では東北端にあたる。県都ドラマは、カヴァラの北西約32km、コモティニの西約105km、テッサロニキの北東約116kmに位置する。

### 地勢
県北部・中部は山がちな地形であり、県北部に連なるロドピ山脈はブルガリアとの国境となっている。県南部には平野が広がり、県都ドラマをはじめプロソツァニやドクサトなどの大きな町が所在し、県人口の多くが集中する。

### 主要な都市・集落
人口3000人以上の都市・集落は以下の通り（人口は2001年国勢調査時点）
- ドラマ（Δράμα : ドラマ市） - 42,501人
- プロソツァニ（Προσοτσάνη : プロソツァニ市） - 3,937人
- ドクサト（Δοξάτο : ドクサト市） - 3,739人
- カランバキ（Καλαμπάκι : ドクサト市） - 3,489人
- アイオス・アタナシオス（Άγιος Αθανάσιος : ドクサト市） - 3,465人

- ドラマ市街にあるビザンツ時代の城壁
- カト・ネヴロコピ市街
- 山間の村（プロソツァニ市のピルギ地区）

## 行政区画

ドラマ県

### 市（ディモス）
カヴァラ県は、以下の自治体（ディモス、市）から構成される。人口は2001年国勢調査時点。
|   | 自治体名     | 綴り       | 政庁所在地            | 面積 Km² | 人口   |
| - | ------------ | ---------- | --------------------- | -------- | ------ |
| 1 | ドラマ       | Δράμα      | ドラマ (el)           | 833.0    | 56,062 |
| 2 | ドクサト     | Δοξάτο     | カランバキ (el)       | 244.1    | 17,481 |
| 3 | ネヴロコピ   | Νευροκόπι  | カト・ネヴロコピ (el) | 873.6    | 8,026  |
| 4 | パラネスティ | Παρανέστι  | パラネスティ (el)     | 1,037.8  | 5,925  |
| 5 | プロソツァニ | Προσοτσάνη | プロソツァニ (el)     | 482.8    | 16,481 |

### 旧自治体（ディモティキ・エノティタ）

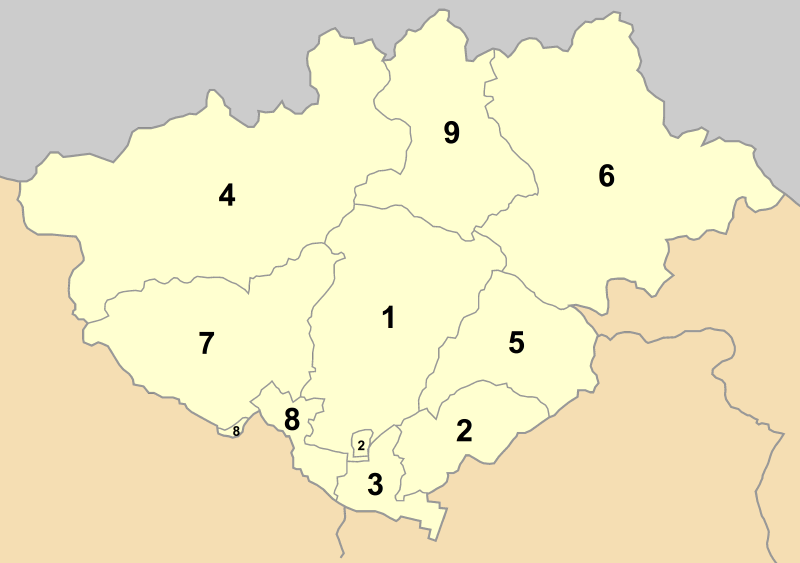
ドラマ県の旧自治体（1999年 - 2010年）

カリクラティス改革（2010年）以前の広域自治体（ノモス）としてのドラマ県は、以下の基礎自治体（ディモスとキノティタ）から構成されていた。改革後、旧自治体は新自治体（ディモス）を構成する行政区（ディモティキ・エノティタ）となっている。
下表の番号は右図と対応している。「旧自治体名」欄で※印を付したものはキノティタ、それ以外はディモス。「政庁所在地」欄で太字になっているものは、新自治体の政庁所在地となったものを示す。
|   | 旧自治体         | 綴り           | 政庁所在地          | 新自治体     |
| - | ---------------- | -------------- | ------------------- | ------------ |
| 1 | ドラマ           | Δράμα          | ドラマ              | ドラマ       |
| 2 | ドクサト         | Δοξάτο         | ヴァティスピロ (el) | ドクサト     |
| 3 | カランバキ       | Καλαμπάκι      | カランバキ          | ドクサト     |
| 4 | カト・ネヴロコピ | Κάτω Νευροκόπι | カト・ネヴロコピ    | ネヴロコピ   |
| 5 | ニキフォロス     | Νικηφόρος      | ニキフォロス        | パラネスティ |
| 6 | パラネスティ     | Παρανέστι      | パラネスティ        | パラネスティ |
| 7 | プロソツァニ     | Προσοτσάνη     | プロソツァニ        | プロソツァニ |
| 8 | シタグリ         | Σιταγροί       | フォトリヴォス      | プロソツァニ |
| 9 | シディロネロ ※   | Σιδηρόνερο     | シディロネロ        | ドラマ       |

- Διοικητική διαίρεση νομού Δράμας (πρόγραμμα Καποδίστριας) - ドラマ県の自治体・集落一覧（1999年 - 2010年）

### 郡（エパルヒア）
ノモスとしてのドラマ県には、ノモス全域を領域とする1つの郡（エパルヒア）が置かれていたが、2006年以降法的な位置づけは行われていない。
| 郡名     | 綴り  | 中心地 |
| -------- | ----- | ------ |
| ドラマ郡 | Δράμα | ドラマ |

## 交通

### 道路
欧州自動車道路
- E90号線 - GR-12号線
〔… - テッサロニキ - セレス〕 - ドラマ - 〔カラヴァ - …〕

主要な自動車道路
- GR-12号線  (Greek National Road 12)  : 〔テッサロニキ - セレス〕 - ドラマ - 〔カラヴァ〕[1]
- GR-14号線  (Greek National Road 14)  : ドラマ - パラネスティ - 〔クサンティ〕[2]
- GR-57号線  (Greek National Road 57)  : ブルガリア国境 - カト・ネヴロコピ - プロソツァニ - ドラマ[3]

### 鉄道
ギリシャ国鉄（OSE） (Hellenic Railways Organisation) 
- テッサロニキ＝スヴィレングラード線  (Thessaloniki–Svilengrad railway) 
  - 〔テッサロニキ - セレス〕 - ドラマ - パラネスティ - 〔クサンティ - アレクサンドルーポリ - …〕